# Pequeña Thatch
La Pequeña Thatch (en inglés: Little Thatch) es una isla de propiedad privada de las Islas Vírgenes Británicas en el Caribe, sobre la cual ha sido construido un complejo turístico muy exclusivo. La isla se encuentra a menos de 500 yardas del extremo occidental de Tórtola, y está a menos de una milla de distancia de Saint John, en las Islas Vírgenes de Estados Unidos.